# 신태용
신태용(申台龍, 1969년 5월 26일~)은 대한민국의 전 축구 선수이자 현 감독으로 안툰 포그차니크(1954~1963)에 이어 얀 마스턴브로크(1934~1938)와 함께 인도네시아 대표팀 역사상 최장수 사령탑이기도 하며 현재 울산 HD FC 감독 및 대한축구협회 대외협력부회장으로 재직 중이다.
경상북도 영덕군 출생으로 영해초등학교, 경북대학교 사범대학 부설중학교, 대구공업고등학교, 영남대학교, 경기대학교 대학원(석·박사)을 졸업하였다. 미드필드에서 공수를 능수능란하게 조율하며 '꾀돌이'라는 별명이 붙었다. 감각적이고 지능적인 플레이로 패스할 때와 드리블 할 때를 확실
구분하여 '그라운드의 여우'라는 별명을 얻기도 하였다. 현역시절 포지션은 MF(미드필더)였고 주로 중앙의 공격적인 위치에서 활약했다.

## 선수 경력

### 구단 경력
1992년 천안 일화에 입단해 프로 생활을 시작한 신태용 감독은 1992년 4월 18일 포항 스틸러스와의 경기에서 프로 데뷔골을 기록했고 1992 시즌에서는 K리그1 신인상을 받았다. 이후 성남에서 2004년까지 몸담은 원 클럽 맨으로 1993년부터 1995년, 2001년부터 2003년 2번에 걸쳐 성남의 K리그 3연패와 1995년 AFC 챔피언스리그 우승에 기여했다. 특히 1996년 K리그 득점왕에 올랐으며 1995년과 2001년에 K리그 MVP를 차지하면서 K-리그 MVP를 2번 차지한 최초의 선수가 되었다. 1995년 10월 7일 전북 현대 모터스와의 경기에서 K리그 통산 11번째로 20-20클럽에 가입하였고, 1998년 6월 6일 포항과의 홈 경기에서 K리그 통산 7번째로 30-30클럽에 가입하였으며 2000년 9월 3일 제주 유나이티드와의 원정 경기에서 K리그 통산 3번째로 40-40클럽에 가입하였고 2001년 10월 13일 수원 삼성 블루윙즈와의 홈 경기에서 K리그 통산 2번째로 50-50클럽에 가입하였으며 2003년 6월 15일 울산 현대와의 홈 경기에서 K리그 역대 최초로 60-60클럽에 가입하였다. 2002년 9월 1일 전북과의 K리그 원정 경기에서 1어시스트를 기록하며 K리그와 K-리그 컵대회 통산 54어시스트로 개인 통산 최다 도움 타이를 기록했고 10월 30일 대전 하나 시티즌과의 K-리그 원정 경기에서는 1어시스트를 기록하며 K리그와 K리그 컵대회 합산 통산 55어시스트로 개인 통산 최다 도움 신기록을 세웠으며 2004년 11월 10일 대전과의 K리그 원정 경기에서 1어시스트를 기록하며 당시 K리그와 K리그 컵대회 개인 통산 최다 도움 기록을 68어시스트로 늘렸다. 그리고 2004년 4월 3일 상주 상무와의 리그 원정 경기에 출전하여 K리그와 K리그 컵대회 통산 326경기 출장으로 개인 통산 최다 출장 타이를 수립했고 4월 10일 대전과의 홈 경기에 출전하여 K리그와 K리그 컵대회 합산 통산 327경기 출장으로 개인 통산 최다 출장 신기록을 세웠다. 11월 10일 대전과의 K리그 22라운드 경기에서 K리그 사상 최초로 프로 통산 400경기 출장 기록을 세웠고 2004년 11월 13일 상주와의 K리그 홈 경기에 출전하여 K리그와 K리그 컵대회 개인 통산 최다 출장 기록을 401경기로 늘렸다. 하지만 고령의 나이와 높은 연봉으로 인해 2004 시즌 이후 재계약에 실패하며 K리그 무대에서 은퇴했고 2005년 3월 오스트레일리아 A-리그의 퀸즐랜드 로어 FC로 이적하였다. 하지만 발목 부상으로 인해 단 1경기 출장에 그쳤고 이후 2005년 10월 6일 선수 생활을 정리했다.

### 국가대표팀 경력
1986년 12월에 U-16 대표팀에 발탁되며 개인 첫 태극마크를 달았고 이후 1987년 FIFA U-16 세계 축구 선수권 대회에서 코트디부아르와 미국을 상대로 각각 한 골씩 터뜨리는 맹활약으로 팀의 8강 진출에 기여하면서 대표팀 엘리트 코스의 스타트를 화려하게 끊었다. 그 후 U-20 대표팀을 거쳐 1991년에는 처음으로 연령 제한이 생긴 올림픽 축구 대표팀에 선발되어 인도네시아와의 평가전에서 2골, 필리핀과의 1차 예선에서 1골, 오스트레일리아와의 평가전에서 1골을 기록하였다. 1992년 하계 올림픽 본선 3경기에 모두 출전하였지만 팀은 3무로 조별리그 탈락의 쓴 맛을 봤다. 그리고 1992년 10월 21일 UAE와의 친선 경기에서 A매치에 데뷔하였으나 K리그에서의 활약에 비해 국가대표팀과의 인연은 많지 않았고 A매치 23경기에서 3골을 넣었다.

## 지도자 경력

### 클럽
2004년 은퇴 후 퀸즐랜드 로어 FC 코치로 지도자 생활을 시작했고 이후 2008년 12월 1일 김학범 감독의 후임으로 친정팀 성남의 감독 대행으로 첫 감독직을 수행하기 시작했다. 2009 시즌 초반 부진한 모습을 보이며 팬들의 걱정을 사기도 했지만 후반기로 들어서면서 좋은 성적을 거두며 성남을 리그 4위에 안착시켰다. 이후 K리그 챔피언십에서 인천 유나이티드 FC와 전남 드래곤즈, 포항 스틸러스를 연이어 격파하며 정규 리그를 1위로 마친 전북 현대 모터스와 챔피언 결정전에서 격돌했다. 홈에서 벌어진 1차전에서는 0-0으로 무승부를 거뒀으나 원정에서 치러진 2차전에서는 1-3의 완패를 당하며 성남의 우승은 좌절되었다. 이 때 출장 정지로 벤치에 앉을 수 없게 된 경기였음에도 관중석으로 올라가 무전기를 통해 선수들을 지휘해서 좋은 성적을 거둔 이른바 '무전기 매직'이 화제가 되기도 했다. 이와 같은 좋은 성적에 힘입어 2010년 2월 성남의 감독 대행에서 정식 감독으로 승격되었다. 시즌 초 예산 감축으로 2009 시즌보다 팀의 여건이 더 안 좋아진 상황에서 AFC 챔피언스리그와 리그를 병행해야 하는 것에 대한 우려의 시각이 많았으나 AFC 챔피언스리그 조별리그를 1위로 통과했고 리그에서도 꾸준한 상위권의 성적을 내면서 주변의 우려를 불식시켰다. AFC 챔피언스리그 16강과 8강, 4강에서 각각 J1리그의 감바 오사카, 같은 K리그팀인 수원 삼성 블루윙즈 그리고 사우디 프리미어리그의 알샤바브를 연달아 격파하며 팀을 결승에 안착시켰고 결승에서도 3명의 주전 선수가 결장한 악조건에도 불구하고 이란 프로 리그의 조브 아한 FC를 3-1로 누르며 우승을 차지했다. 이로서 신태용 감독은 선수와 감독으로 AFC 챔피언스리그에서 우승컵을 들어올린 최초의 기록을 세웠다. 2011년에는 비록 리그에선 상위권이 아니었으나 FA컵에서 숙적 수원을 꺾고 팀에 2번째 FA컵 우승 트로피를 안겼다. 그러나 2012년 주요 선수가 다른 팀으로 간 상태에서 대신 받아온 선수들이 팀에 적응하지 못하며 내내 마찰을 빚었고 이후 12월 8일 2012 시즌에서 리그 12위에 그치며 성남의 감독직을 내려놓았다. 하지만 박규남 단장의 사표 제출 지시에 따른 타의에 의한 사임이었기 때문에 사실상 경질된 것이라고 보는 시각이 많다.
2025년 8월 5일에 울산 HD FC 감독 선임을 통해 13년 만에 K리그로 복귀하였다. 

### 국가대표팀

#### 대한민국
2014년 8월 18일 베네수엘라와 우루과이와의 A매치 평가전을 앞두고 대한민국 축구 국가대표팀을 이끌 코치이자 사실상의 감독대행으로 발탁되었다. A매치 지도자 데뷔전인 베네수엘라전에서는 전방부터 압박해 들어가는 공격적인 전술로 3-1의 완승을 지휘했고 이후 대표팀의 새로운 외국인 감독으로 울리 슈틸리케 감독이 선임되면서 신태용은 대한민국 축구 국가대표팀의 코치로 부임했다. 2015년 2월 5일 고 이광종 감독이 지병으로 하차하고 최문식 코치가 감독대행직을 수행하고 있었던 대한민국 U-23 대표팀의 감독으로 부임하여 2016년 하계 올림픽에서 조 1위로 8강에 진출했으나 8강전에서 온두라스에게 패하며 2회 연속 메달 획득에 아쉽게 실패했다. 그 이후로 안익수 감독의 후임으로 U-20 대표팀에 감독직에 취임하여 자국에서 열린 2017년 FIFA U-20 월드컵에서 조 2위로 16강에 진출했지만 16강전에서 포르투갈에게 패하면서 8강 진출이 좌절됐다. 그리고 2017년 7월 4일 성적 부진으로 사퇴한 슈틸리케 감독의 후임으로 대한민국 축구 국가대표팀의 감독으로 선임되었다. 8월 31일 서울월드컵경기장 이란전에서 데뷔전을 가졌고 이 경기에서 팀은 0-0 무승부를 기록했다. 그리고 9월 5일 우즈베키스탄과의 2018년 FIFA 월드컵 아시아 지역 최종 예선 최종전에서 0-0으로 비기면서 4승 3무 3패(승점 15점)로 조 2위를 차지하며 간신히 2018년 FIFA 월드컵 본선 진출에 성공하며 아시아 국가로는 최초로 9회 연속 월드컵 본선 진출의 금자탑을 쌓았다. 이후 이 대회 본선에서 월드컵 전 대회 우승국인 독일과 북중미의 강호 멕시코 그리고 2018년 FIFA 월드컵 유럽 지역 예선에서 전 대회 3위팀이자 월드컵 통산 3회 준우승국인 네덜란드와 독일과 함께 월드컵 통산 4회 우승에 빛나는 이탈리아 등의 강호들을 차례대로 탈락시키고 올라온 돌풍의 팀인 스웨덴과 함께 F조에 편성됐다. 대한민국은 1차전에서 스웨덴에 0-1로 무기력하게 패했고 멕시코와의 2차전에서마저 1-2로 석패하며 탈락 위기에 몰렸다. 그리고 최종전에서 전 대회 우승국인 독일을 2-0으로 격침시키는 대이변을 일으키며 다시 16강 진출의 불씨를 되살렸으나 같은 시각 멕시코가 스웨덴에 0-3으로 대패를 하며 결국 1승 2패로 조 3위에 그치며 16강 진출에 실패했다. 하지만 디펜딩 챔피언 독일을 격파하는 이변을 일으키면서 축구팬들로부터 어느 정도 재평가를 받았고 본인 역시 '80년만이자 제2차 세계대전 독일 패전 이후 처음으로 독일을 월드컵 1라운드에서 탈락시킨 감독이라는 타이틀을 얻었다.

#### 인도네시아

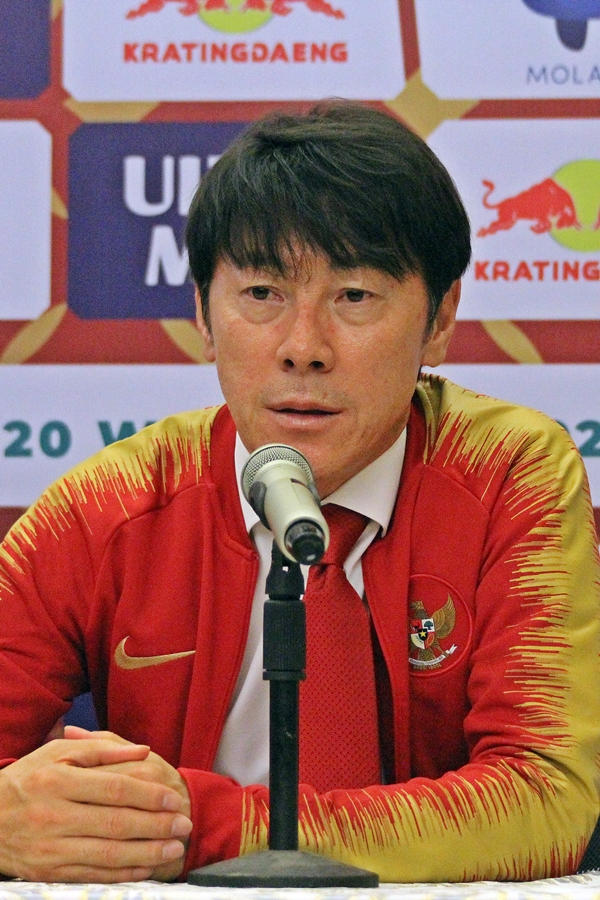
신태용은 현재 2019년부터 인도네시아 축구 국가대표팀 감독을 맡고 있다.

월드컵이 끝난 후 계약만료로 감독직을 내려놓았고 그의 후임으로 파울루 벤투 전 포르투갈 축구 국가대표팀 감독이 선임되었다.
이후 2019년 12월 23일 성적 부진으로 사임한 사이먼 맥메너미 감독 후임으로 인도네시아 축구 국가대표팀의 사령탑으로 선임되었고 성인대표팀 뿐만 아니라 U-20 대표팀과 U-23 대표팀의 감독을 겸임하여 지휘한다.
인도네시아 대표팀 사령탑으로 부임한 이후 첫 대회인 2020년 AFF 스즈키컵에서 팀을 4년만의 결승 진출 및 준우승을 이끌었고 이듬해인 2022년 5월 인도네시아 U-23 대표팀 사령탑으로 출전한 2021년 동남아시아 경기 대회에서도 인도네시아의 4년만의 동메달 획득을 이끌었다.
그리고 1개월 후 인도네시아 A대표팀 감독으로 출전한 2023년 AFC 아시안컵 3차 예선 A조에서도 강호 쿠웨이트를 1차전에서 1980년 메르데카 국제축구대회 이후 42년만에 꺾는 쾌거를 이뤄냈고 2차전에서 요르단에 패했지만 최종전에서 조 최약체팀인 네팔을 대파하며 2007년 이후 16년만에 인도네시아의 아시안컵 통산 5번째 본선 진출을 이끄는 기염을 토했다.
그리고 2023년 AFC 아시안컵 본선에도 참가하여 사상 첫 메이저 대회 16강 진출을 지휘하면서 인도네시아 축구의 역사의 한 페이지를 장식했으며 특히 같은 동남아시아팀인 베트남과의 D조 조별리그 2차전에서 1-0으로 승리를 거둔 것이 결정적으로 작용했다.
2024년 AFC U-23 아시안컵에서 팀을 이끌고 처음으로 AFC U-23 아시안컵에 참가했는데, 개최국 카타르에게는 졌지만, 호주와 요르단을 연파하고 사상 처음으로 8강에 진출했으며, 8강전에서 조국 대한민국을 상대로 승부차기 끝에 4강 진출을 하는 쾌거를 맛보았다. 다만우즈베키스탄과 4강전과 이라크와 3, 4위전과 기니와의 플레이오프에서 패해 아쉽게 68년만에 올림픽 진출에는 실패했다.
그리고 2026년 FIFA 월드컵 아시아 지역 2차 예선에서 같은 동남아시아팀인 필리핀을 2-0으로 물리치고 사상 처음으로 월드컵 최종 예선에 진출하는 쾌거를 맛보았고 비록 2025년 1월 6일 귀화 선수들과 원활하게 소통할 수 있는 유럽 감독을 임명하기 위한 PSSI의 결정에 따라 경질당하긴 했지만 인도네시아 대표팀의 4차 예선행의 초석을 다져주었다.

## 해설가 경력
성남의 감독직에서 물러난 후 2013년 6월에 열린 2013 툴롱컵 국제대회를 통해 JTBC에서 축구 해설위원으로 데뷔하였다. 9월에는 K리그 홍보대사로도 임명되었으며 2014년 3월부터는 tbs 축구 해설위원으로 발탁되어 K리그 클래식 중계를 담당하였다.
이후 2019년 1월에 열리는 2019년 AFC 아시안컵을 중계하기 위한 JTBC의 해설위원으로 합류했다.

## 여담
KBO리그 삼성 라이온즈의 전 야구 선수이자 현 MBC 스포츠플러스 야구 해설위원인 양준혁과는 영남대학교 동기이며 굉장히 친분이 두터운 편이다.

## 경력 통계

### 구단 기록
| 클럽           | 클럽           | 클럽           | 리그 | 리그                                          | 컵            | 컵            | 리그컵 | 리그컵 | 대륙              | 대륙              | 총계 | 총계 |
| 시즌           | 클럽           | 리그           | 출장 | 득점                                          | 출장          | 득점          | 출장   | 득점   | 출장              | 득점              | 출장 | 득점 |
| 대한민국       | 대한민국       | 대한민국       | 리그 | 리그                                          | 대한민국 FA컵 | 대한민국 FA컵 | 리그컵 | 리그컵 | 아시아            | 아시아            | 합계 | 합계 |
| -------------- | -------------- | -------------- | ---- | --------------------------------------------- | ------------- | ------------- | ------ | ------ | ----------------- | ----------------- | ---- | ---- |
| 1992           | 일화 천마      | K-리그         | 18   | 7                                             | -             | -             | 7      | 3      | -                 | -                 | 25   | 10   |
| 1993           | 일화 천마      | K-리그         | 28   | 5                                             | -             | -             | 5      | 1      | -                 | -                 | 33   | 6    |
| 1994           | 일화 천마      | K-리그         | 23   | 7                                             | -             | -             | 6      | 1      | ?                 | ?                 | 29   | 8    |
| 1995           | 일화 천마      | K-리그         | 28   | 8                                             | -             | -             | 7      | 0      | ?                 | ?                 | 35   | 8    |
| 1996           | 천안 일화 천마 | K-리그         | 24   | 18                                            | ?             | ?             | 5      | 3      | ?                 | ?                 | 29   | 21   |
| 1997           | 천안 일화 천마 | K-리그         | 7    | 0                                             | ?             | ?             | 12     | 3      | ?                 | ?                 | 19   | 3    |
| 1998           | 천안 일화 천마 | K-리그         | 7    | 1                                             | ?             | ?             | 17     | 2      | -                 | -                 | 24   | 3    |
| 1999           | 천안 일화 천마 | K-리그         | 25   | 4                                             | ?             | ?             | 10     | 5      | -                 | -                 | 35   | 9    |
| 2000           | 성남 일화 천마 | K-리그         | 27   | 7                                             | ?             | ?             | 7      | 2      | ?                 | ?                 | 34   | 9    |
| 2001           | 성남 일화 천마 | K-리그         | 27   | 5                                             | ?             | ?             | 9      | 0      | ?                 | ?                 | 36   | 5    |
| 2002           | 성남 일화 천마 | K-리그         | 26   | 4                                             | ?             | ?             | 11     | 2      | ?                 | ?                 | 37   | 6    |
| 2003           | 성남 일화 천마 | K-리그         | 38   | 8                                             | 2             | 0             | -      | -      | ?                 | ?                 | 40   | 8    |
| 2004           | 성남 일화 천마 | K-리그         | 20   | 4                                             | 0             | 0             | 11     | 2      | ?                 | ?                 | 31   | 6    |
| 오스트레일리아 | 오스트레일리아 | 오스트레일리아 | 리그 | 리그                                          | 컵            | 컵            | 리그컵 | 리그컵 | 오세아니아/아시아 | 오세아니아/아시아 | 합계 | 합계 |
| 2005           | 퀸즐랜드 로어  | A-리그         | 1    | 0                                             |               |               |        |        |                   |                   |      |      |
| 합계           | 대한민국       | 대한민국       | 298  | 78\|\|\|\|\|\|107\|\|24\|\|\|\|\|\|405\|\|102 |               |               |        |        |                   |                   |      |      |
| 합계           | 오스트레일리아 | 오스트레일리아 | 1    | 0\|\|\|\|\|\|\|\|\|\|\|\|\|\|1\|\|0           |               |               |        |        |                   |                   |      |      |
| 총 계          | 총 계          | 총 계          | 299  | 78\|\|\|\|\|\|107\|\|24\|\|\|\|\|\|406\|\|102 |               |               |        |        |                   |                   |      |      |

### 국가대표팀 득점
| 일자             | 장소      | 상대팀   | 득점 | 결과 | 대회                     |
| ---------------- | --------- | -------- | ---- | ---- | ------------------------ |
| 1996년 4월 30일  | 텔아비브  | 이스라엘 | 1골  | 5-4  | 친선 경기                |
| 1996년 8월 11일  | 호찌민 시 | 베트남   | 1골  | 4-0  | 1996년 AFC 아시안컵 예선 |
| 1996년 12월 16일 | 두바이    | 이란     | 1골  | 2-6  | 1996년 AFC 아시안컵      |

### 대한민국 국가대표팀 감독 전적
- 최신 업데이트: 2018년 3월 27일

| 연도 | 경기 | 승 | 무 | 패 | 득점 | 실점 | 득실차 | 승률   | 최다 득점자        | 주요 대회                     |
| ---- | ---- | -- | -- | -- | ---- | ---- | ------ | ------ | ------------------ | ----------------------------- |
| 2014 | 2    | 1  | 0  | 1  | 3    | 2    | +1     | 50%    | 이동국 (2)         | (감독 대행)                   |
| 2017 | 9    | 3  | 4  | 2  | 13   | 12   | +1     | 33.33% | 손흥민, 김신욱 (3) | EAFF E-1 풋볼 챔피언십 (우승) |
| 2018 | 5    | 2  | 1  | 2  | 7    | 7    | 0      | 40%    | 김신욱 (4)         |                               |

## 경력 목록

### 클럽 경력
- 1992년 ~ 2004년: 성남 일화 천마
- 2005년: 퀸즐랜드 로어 FC

### 국가대표팀 경력
- 1987년 FIFA U-16 세계 축구 선수권 대회 국가대표
- 1992년 하계 올림픽 축구 국가대표
- 1995년 코리아컵 국제축구대회 국가대표
- 1996년 AFC 아시안컵 국가대표

### 지도자 경력
- 2005년 ~ 2008년: 퀸즐랜드 로어 FC 코치
- 2008년 ~ 2012년: 성남 일화 천마 감독
- 2014년 ~ 2016년: 대한민국 축구 국가대표팀 코치
- 2015년 ~ 2016년: 대한민국 올림픽 축구 국가대표팀 감독
- 2016년 ~ 2017년: 대한민국 U-20 축구 국가대표팀 감독
- 2017년 ~ 2018년: 대한민국 축구 국가대표팀 감독
- 2020년 ~ 2025년: 인도네시아 U-23 축구 국가대표팀 감독
- 2020년 ~ 2025년: 인도네시아 축구 국가대표팀 감독
- 2025년 ~ 현재: 울산 HD FC 감독

## 수상 내역

### 선수
성남 FC
- K-리그 우승 6회 (1993년, 1994년, 1995년, 2001년, 2002년, 2003년)
- K-리그 준우승 1회 (1992년)
- FA컵 우승 1회 (1999년)
- FA컵 준우승 2회 (1997년, 2000년)
- 아디다스 컵 우승 2회 (1992년, 2002년)
- 아디다스 컵 준우승 2회 (1995년, 2000년)
- 하우젠 컵 우승 1회 (2004년)
- 대한민국 슈퍼컵 우승 1회 (2002년)
- 대한민국 슈퍼컵 준우승 1회 (2000년)
- AFC 챔피언스리그 우승 1회 (1995년)
- AFC 챔피언스리그 준우승 1회 (1997년)
- AFC 챔피언스리그 준우승 1회 (2004년)
- 아시아 슈퍼컵 우승 1회 (1996년)

개인
- 1987년 전국고교축구선수권대회 최우수선수 수상
- 1992년 K-리그 신인상 수상
- 1992년 K-리그 베스트 11 선정
- 1993년 K-리그 베스트 11 선정
- 1994년 K-리그 베스트 11 선정
- 1995년 프로축구 골든볼 수상
- 1995년 K-리그 베스트 11 선정
- 1996년 K-리그 득점왕 수상
- 1996년 디아도라 프로축구 대상 수상
- 1996년 K-리그 베스트 11 선정
- 2000년 K-리그 베스트 11 선정
- 2001년 K-리그 MVP 수상
- 2001년 K-리그 베스트 11 선정
- 2002년 험멜코리아 - 스포츠투데이 선정 올해의 선수상 미드필더 부문상 수상
- 2002년 K-리그 베스트 11 선정
- 2003년 K-리그 베스트 11 선정

### 감독
성남 FC
- AFC 챔피언스리그 우승 1회 (2010년)
- FA컵 우승 1회 (2011년)

대한민국 U-23 축구 국가대표팀
- AFC U-23 축구 선수권 대회 준우승 1회 (2016년)

대한민국 축구 국가대표팀
- EAFF E-1 풋볼 챔피언십 우승 1회 (2017년)

인도네시아 축구 국가대표팀
- 아세안 축구 선수권 대회 준우승 1회 (2020년)

### 코치
대한민국 축구 국가대표팀
- AFC 아시안컵 준우승 1회 (2015년)
- EAFF 동아시안컵 우승 1회 (2015년)

인도네시아 U-23 축구 국가대표팀
- 동남아시아 경기 대회 동메달 1회 (2021년)
- 동남아시아 U-23 챔피언십 준우승 1회 (2023년)[23]

## 참고 자료
- KFA 리포트 나의 선수시절 - 신태용‘꾀돌이’로 알려진 영리한 리더